# جاك د. فرانكس
جاك د. فرانكس (بالإنجليزية: Jack D. Franks)‏ هو محامي وسياسي أمريكي، ولد في 2 أكتوبر 1963 في بيلفيدير في الولايات المتحدة. حزبياً، نشط في الحزب الديمقراطي. وقد انتخب عضو مجلس نواب إلينوي.

## وصلات خارجية
- الموقع الرسمي